# 傑比兔
傑比兔（日语： Giabbit */?，或譯作加比兔）為日本職棒讀賣巨人的吉祥物。主題是一隻兔子。

## 特徵
- 誕生於1992年，名字的由來是巨人（Giant）和兔子（Rabbit）二字的組合。
- 體毛為橘色，是巨人隊的代表色。造型基於巨人隊的標誌設計，由Y和G二個英文字母變為耳朵及眼睛。
- 根據球團說法，傑比兔一家為外星人，在地球上遇到的第一個人類是前巨人監督（總教練）長嶋茂雄先生。[3][4]
- 傑比兔家族總共有八位成員。